# International Journal of Odonatology
International Journal of Odonatology – brytyjskie, recenzowane czasopismo naukowe publikujące w zakresie odonatologii.
Czasopismo to wydawane jest przez Taylor & Francis dla Worldwide Dragonfly Association. Ukazuje się od 1998 roku. Wychodzi cztery razy do roku. Publikuje artykuły dotyczące ekologii, etologii, fizjologii, genetyki, taksonomii, filogenezy i biogeografii ważek.
W 2017 roku jego wskaźnik cytowań według Journal Citation Reports wyniósł 0,600, a według Scimago Journal & Country Rank wyniósł 0,340 co dawało mu 84. miejsce wśród czasopism poświęconych naukom o owadach.